# ILife
iLife è una raccolta di software creata dalla Apple Inc., nata per creare, gestire, organizzare, visualizzare e pubblicare contenuti digitali come fotografie, musica, filmati e podcast personali. Attualmente la suite è composta da due programmi, inclusi in ogni nuovo Mac e iPhone. La versione per macOS è diventata gratis con OS X Mavericks, invece per gli utenti iOS da iOS 7, entrambe scaricabili dall'App Store.

## Componenti

### iMovie
iMovie è un programma di montaggio video. Permette di acquisire video da videocamere digitali (DV, HD o basate su schede Flash) e di montare filmati con tanto di titoli, transizioni e musica. Offre vari strumenti per correggere ad esempio il colore nelle clip oppure per aggiungere un commento audio durante il filmato. Supporta la pubblicazione con preset predefiniti per YouTube, iPod, Computer e Web, ma offre anche la possibilità di personalizzare l'esportazione scegliendo risoluzione e codec da usare.

### GarageBand
GarageBand è un programma per la creazione di contenuti musicali che include più di 1000 suoni preregistrati. Per creare la musica basta prelevare i suoni e trascinarli nella finestra principale del programma. Il programma supporta suoni aggiuntivi e si può interfacciare direttamente a strumenti musicali dotati di collegamento MIDI o USB. GarageBand 08 offre anche un'opzione detta Magic GarageBand che permette di accompagnare un pezzo suonato da un'orchestra virtuale con un proprio strumento a scelta oppure cantando.

### Integrazione
Le applicazioni di iLife sono state progettate per lavorare in congiunzione. Ogni programma si può automaticamente collegare alla libreria di un altro programma se necessario. I programmi interagiscono nei seguenti modi:
- iMovie: preleva le canzoni utilizzate per i filmati dalla libreria di iTunes (incluse le canzoni di GarageBand), riceve le immagini da Foto che poi vengono elaborate dall'effetto speciale "Ken Burns Effect" che realizza lo zoom sulle immagini. Aggiunge i capitoli e con un click trasferisce l'intero progetto a iDVD per la masterizzazione su CD o DVD.
- iTunes: importa musica da GarageBand.
- GarageBand: esporta le musiche in iTunes con un click.

Per ottenere una reale compatibilità, i programmi sono in grado di manipolare le librerie degli altri programmi senza bisogno dell'esecuzione del programma proprietario della libreria. Per esempio, iMovie è in grado di leggere la libreria di iTunes e di Foto senza che i due programmi siano attivi, dato che iMovie è in grado di manipolare internamente le librerie degli altri programmi. L'unica eccezione è GarageBand che è in grado di leggere la libreria di iTunes ma non può manipolare le canzoni acquisite dall'iTunes Music Store per questioni di carattere legale.

## Compatibilità
Tutte le applicazioni funzionano su macOS. Le vecchie versioni di iTunes e iMovie funzionavano solo su Mac OS. Dalla versione 4.1 di iTunes il programma è stato reso disponibile anche per la piattaforma Windows. Questa decisione è stata resa necessaria dalla volontà di Apple di consentire anche agli utenti Windows di accedere al suo negozio di musica on-line.
Le versioni di iDVD precedenti alla 3.0.1 erano disponibili unicamente con i Macintosh dotati di masterizzatore interno SuperDrive. Dalla versione 3.0.1 tutti i Macintosh possono utilizzare iDVD purché rispettino i requisiti minimi di sistema. Inoltre, dall'ultima versione, iDVD supporta anche masterizzatori terze parti.
Dal 2011, iWeb e iDVD non sono più disponibili per l'installazione e non vengono più aggiornati.
Con l'uscita dell'app Foto di OS X Yosemite, iPhoto non è più disponibili sull'App Store e non viene più sviluppata ed aggiornati da Apple.

## Storia e disponibilità
iLife è uno dei tasselli della strategia Apple. Appena Steve Jobs ritornò a essere il CEO di Apple dichiarò che avrebbe trasformato il Macintosh nel centro dello stile di vita digitale. Jobs affermò che i primi Macintosh erano i precursori di questo stile di vita. Lo stile di vita digitale è inteso come il trasferimento e l'elaborazione delle informazioni e dei contenuti dell'utente nel formato digitale. Questa codifica in digitale avrebbe permesso all'utente di creare delle sinergie che avrebbero semplificato la sua vita e l'avrebbero arricchita. Ovviamente le informazioni sarebbero state manipolate e organizzate dal Macintosh ma servivano dei programmi per la loro elaborazione e quindi sono nati i componenti del pacchetto iLife.
Apple originariamente rendeva disponibili gratuitamente iTunes, iMovie e iPhoto tramite il proprio sito internet mentre iDVD era fornito insieme a tutti i computer dotati di SuperDrive. Dopo la presentazione di iDVD Apple creò il nome iLife e presentò il pacchetto vendendolo a 49,95 dollari, sebbene i programmi fossero ancora disponibili tramite internet. Nel gennaio 2004 Apple presenta GarageBand e le nuove versioni di iDVD, iPhoto e iMovie. Le nuove versioni erano disponibili solo tramite il pacchetto iLife mentre le vecchie versioni erano disponibili tramite internet. Apple decise di regalare iLife insieme a tutti i nuovi computer per fornire agli utenti una dotazione di software insieme al computer.